# Saison 2016-2017 de la Jeunesse sportive de Kabylie
Maillots
Dernière mise à jour : 1 juillet 2017.
Chronologie
Saison précédente Saison suivante
La saison 2016-2017 de la JS Kabylie est la 48e saison du club consécutive en première division algérienne. L'équipe s'engage en Ligue 1, en Coupe d'Algérie, et en Coupe de la confédération.
Il s'agit de sa cinquante-quatrième saison sportive dans le football algérien. Les matchs se déroulent essentiellement en Championnat d'Algérie de football 2016-2017 mais aussi en Coupe d'Algérie de football 2016-2017 (sa cinquante-unième participation).

## Match officiel
Le 20 août, en Ligue 1, le JSK débute officiellement sa saison par un match nul à domicile contre le MC Alger (0-0).
Le 26 août, pour la deuxième journée du championnat, la JSK gagne en déplacement contre le NA Hussein Dey (0-1). Le 10 septembre, pour la 3e journée en Ligue 1 la JSK fait encore un match nul face à l'USM El harrach.
Depuis commence une série de mauvais résultats à domicile où la JSK n'arrive plus à gagner, qui continue jusqu'au 24 décembre date de la dernière journée de la phase allez, ce jour la JSK enregistre sa première victoire à domicile et sa troisième de la saison contre le CR Belouizdad par 1-0.

## Transfert

### Équipe professionnelle
| Nom                           | Poste             | Nationalité  | Transfert                  | Date            | Provenance/Destination   | Division                      |
| Arrivées                      |                   |              |                            |                 |                          |                               |
| Malik Asselah                 | Gardien           | Algérie      | Transfert libre            | Mercato d'été   | CR Belouizdad            | Championnat d'Algérie de L1   |
| Nour El Islam Salah           | Défenseur         | Algérie      | ?                          | Mercato d'été   | ASO Chlef                | Championnat d'Algérie de L2   |
| Saâdi Radouani                | Défenseur         | Algérie      | ?                          | Mercato d'été   | USM Alger                | Championnat d'Algérie de L1   |
| Touhami Sebie                 | Défenseur         | Algérie      | ?                          | Mercato d'été   | JS Saoura                | Championnat d'Algérie de L1   |
| Nassim Yettou                 | Milieu de terrain | Algérie      | ?                          | Mercato d'été   | RC Arbaâ                 | Championnat d'Algérie de L1   |
| Adel Djerrar                  | Milieu de terrain | Algérie      | ?                          | Mercato d'été   | RC Relizane              | Championnat d'Algérie de L1   |
| Bilel Herbache                | Milieu de terrain | Algérie      | ?                          | Mercato d'été   | ASM Oran                 | Championnat d'Algérie de L1   |
| Mohamed Benkablia             | Attaquant         | Algérie      | 73 000 €                   | Mercato d'été   | ASM Oran                 | Championnat d'Algérie de L1   |
| Abdelmalek Ziaya              | Attaquant         | Algérie      | ?                          | Mercato d'été   | ES Sétif                 | Championnat d'Algérie de L1   |
| Sofiane Khelili               | Défenseur         | Algérie      | Transfert libre            | Mercato d'hiver | CR Belouizdad            | Championnat d'Algérie de L1   |
| Karim Baïteche                | Milieu de terrain | Algérie      | ?                          | Mercato d'hiver | CS Constantine           | Championnat d'Algérie de L1   |
| Nasereddine El Bahari         | Attaquant         | Algérie      | ? (non accepté par la LFP) | Mercato d'hiver | OM Arzew                 | Championnat d'Algérie de D3   |
| Mehdi Benaldjia               | Attaquant         | Algérie      | ?                          | Mercato d'hiver | JS Saoura                | Championnat d'Algérie de L1   |
| Youcef Zerguine               | Attaquant         | Algérie      | 58 000 €                   | Mercato d'hiver | USM Blida                | Championnat d'Algérie de L2   |
| Thomas Paul Mohamed Izerghouf | Attaquant         | Algérie      | Transfert libre            | Mercato d'hiver | Patro Eisden / Sans Club | Championnat de Belgique de D3 |
| Départ                        |                   |              |                            |                 |                          |                               |
| Azzedine Doukha               | Gardien           | Algérie      | Transfert libre            | Mercato d'été   | NA Hussein Dey           | Championnat d'Algérie de L1   |
| Massinisa Messaoudi           | Gardien           | Algérie      | Transfert libre            | Mercato d'été   | CRB Aïn Fakroun          | Championnat d'Algérie de L2   |
| Patrick Malo                  | Défenseur         | Burkina Faso | ?                          | Mercato d'été   | Smouha SC                | Championnat d'Égypte de L1    |
| Mohamed Ziti                  | Défenseur         | Algérie      | ?                          | Mercato d'été   | ES Sétif                 | Championnat d'Algérie de L1   |
| Yahia Nourine                 | Défenseur         | Algérie      | ?                          | Mercato d'été   | Sans Club                | -                             |
| Rachid Ferrahi                | Milieu de terrain | Algérie      | Transfert libre            | Mercato d'été   | MC Oran                  | Championnat d'Algérie de L1   |
| Ahmed Gagaâ                   | Milieu de terrain | Algérie      | Fin du prêt                | Mercato d'été   | Paradou AC               | Championnat d'Algérie de L2   |
| Mohand Hantat                 | Milieu de terrain | Algérie      | ?                          | Mercato d'été   | MC Saïda                 | Championnat d'Algérie de L2   |
| Hocine Harrouche              | Milieu de terrain | Algérie      | Transfert libre            | Mercato d'été   | NA Hussein Dey           | Championnat d'Algérie de L1   |
| Malek Ihadjadene              | Milieu de terrain | Algérie      | ?                          | Mercato d'été   | MC Saïda                 | Championnat d'Algérie de L2   |
| Walid Dourari                 | Milieu de terrain | Algérie      | Transfert libre            | Mercato d'été   | CRB Aïn Fakroun          | Championnat d'Algérie de L2   |
| Faouzi Rahal                  | Attaquant         | Algérie      | ?                          | Mercato d'été   | MO Béjaïa                | Championnat d'Algérie de L1   |
| Saïd Ferguène                 | Attaquant         | Algérie      | ?                          | Mercato d'été   | NA Hussein Dey           | Championnat d'Algérie de L1   |
| Banou Diawara                 | Attaquant         | Burkina Faso | ?                          | Mercato d'été   | Smouha SC                | Championnat d'Égypte de L1    |
| Nour El Islam Salah           | Défenseur         | Algérie      | ?                          | Mercato d'hiver | JS Saoura                | Championnat d'Algérie de L1   |
| Bilel Herbache                | Milieu de terrain | Algérie      | Transfert libre            | Mercato d'hiver | USM Bel Abbès            | Championnat d'Algérie de L1   |
| Mohamed Benkablia             | Attaquant         | Algérie      | ?                          | Mercato d'hiver | USM Alger                | Championnat d'Algérie de L1   |
| Abdelmalek Ziaya              | Attaquant         | Algérie      | Transfert libre            | Mercato d'hiver | ASM Oran                 | Championnat d'Algérie de L2   |
| Nazim Si Salem                | Attaquant         | Algérie      | ?                          | Mercato d'hiver | O Médéa                  | Championnat d'Algérie de L1   |

### Équipes réserves
| Nom               | Poste             | Nationalité | Transfert       | Date            | Provenance/Destination | Division |
| Promus            |                   |             |                 |                 |                        |          |
| Bilal Tizi Bouali | Défenseur         | Algérie     | 1er contrat pro | Mercato d'été   | JS Kabylie U21         |          |
| Anis Renaï        | Attaquant         | Algérie     | 1er contrat pro | Mercato d'été   | JS Kabylie U21         |          |
| Juba Oukaci       | Milieu de terrain | Algérie     | 1er contrat pro | Mercato d'hiver | JS Kabylie U21         |          |
| Ahmed Mesbahi     | Attaquant         | Algérie     | 1er contrat pro | Mercato d'hiver | JS Kabylie U21         |          |

## Tenues
Équipementier : Luanvi
Sponsor : Ooredoo, Sonatrach, Tassili Airlines.
| Domicile | Extérieur | Alternative | Alternative | Gardien 1 | Gardien 2 |

## Championnat d'Algérie

### Classement
| Rang | Équipe               | Pts | J  | G  | N  | P  | Bp | Bc | Diff |
| ---- | -------------------- | --- | -- | -- | -- | -- | -- | -- | ---- |
| 9    | CS Constantine       | 39  | 30 | 10 | 9  | 11 | 34 | 33 | +1   |
| 10   | DRB Tadjenanet       | 39  | 30 | 10 | 9  | 11 | 33 | 32 | +1   |
| 11   | JS Kabylie           | 38  | 30 | 8  | 14 | 8  | 20 | 24 | −4   |
| 12   | Olympique de Médéa P | 38  | 30 | 10 | 8  | 12 | 32 | 40 | −8   |
| 13   | USM El Harrach       | 36  | 30 | 7  | 15 | 8  | 15 | 21 | −6   |

### Résumé des résultats
Évolution du classement et des résultats 
| Journée   | 01 | 02 | 03 | 04 | 05 | 06 | 07 | 08  | 09  | 10 | 11  | 12  | 13  | 14  | 15  | 16  | 17  | 18  | 19  | 20  | 21  | 22  | 23  | 24  | 25  | 26  | 27  | 28  | 29 | 30  |
| --------- | -- | -- | -- | -- | -- | -- | -- | --- | --- | -- | --- | --- | --- | --- | --- | --- | --- | --- | --- | --- | --- | --- | --- | --- | --- | --- | --- | --- | -- | --- |
| Terrain   | D  | E  | D  | E  | D  | E  | D  | E   | D   | E  | D   | E   | D   | E   | D   | E   | D   | E   | D   | E   | D   | E   | D   | E   | D   | E   | D   | E   | D  | E   |
| Résultats | N  | V  | N  | N  | N  | D  | N  | D   | N   | V  | N   | D   | D   | D   | V   | N   | V   | D   | N   | V   | N   | D   | N   | N   | N   | D   | V   | V   | V  | N   |
| Place     | 9e | 6e | 6e | 7e | 8e | 9e | 8e | 11e | 12e | 8e | 10e | 12e | 14e | 14e | 12e | 12e | 11e | 11e | 12e | 11e | 11e | 11e | 12e | 11e | 11e | 14e | 12e | 11e | 9e | 11e |

Terrain : D = Domicile ; E = Extérieur.
Résultat : D = Défaite ; N = Nul ; V = Victoire.

### Phase aller
|     | Dates             | Horaires      | Journées    | Adversaires    | Lieux des rencontres                    | Scores | Buts JSK        |
| --- | ----------------- | ------------- | ----------- | -------------- | --------------------------------------- | ------ | --------------- |
| 1er | 20 août 2016      | 19 h 00 UTC+1 | 1re journée | MC Alger       | Stade du 1er-Novembre-1954 (Tizi Ouzou) | 0-0    | -               |
| 2e  | 26 août 2016      | 17 h 45 UTC+1 | 2e journée  | NA Hussein Dey | Stade du 20-Août-1955 (Alger)           | 1-0    | Mebarki 22e     |
| 3e  | 10 septembre 2016 | 19 h 00 UTC+1 | 3e journée  | USM El Harrach | Stade du 1er-Novembre-1954 (Tizi Ouzou) | 0-0    | -               |
| 4e  | 17 septembre 2016 | 17 h 45 UTC+1 | 4e journée  | ES Sétif       | Stade du 8-Mai-1945 (Sétif)             | 0-0    | -               |
| 5e  | 24 septembre 2016 | 17 h 45 UTC+1 | 5e journée  | CA Batna       | Stade du 1er-Novembre-1954 (Tizi Ouzou) | 1-1    | Aïboud 30e      |
| 6e  | 1er octobre 2016  | 19 h 00 UTC+1 | 6e journée  | JS Saoura      | Stade du 20-Août-1955 (Béchar)          | 1-0    | -               |
| 7e  | 16 octobre 2016   | 17 h 00 UTC+1 | 7e journée  | MO Bejaia      | Stade du 1er-Novembre-1954 (Tizi Ouzou) | 1-1    | Aïboud 20e      |
| 8e  | 22 octobre 2016   | 17 h 00 UTC+1 | 8e journée  | USM Alger      | Stade Omar-Hamadi (Alger)               | 2-1    | Rial 90e        |
| 9e  | 29 octobre 2016   | 17 h 00 UTC+1 | 9e journée  | MC Oran        | Stade du 1er-Novembre-1954 (Tizi Ouzou) | 1-1    | Ferhani 90+1e   |
| 10e | 3 novembre 2016   | 16 h 00 UTC+1 | 10e journée | CS Constantine | Stade Chahid-Hamlaoui (Constantine)     | 1-0    | Boulaouidet 90e |
| 11e | 10 novembre 2016  | 17 h 00 UTC+1 | 11e journée | DRB Tadjenanet | Stade du 1er-Novembre-1954 (Tizi Ouzou) | 1-1    | Mebarki 90e     |
| 12e | 19 novembre 2016  | 15 h 00 UTC+1 | 12e journée | RC Relizane    | Stade Tahar-Zoughari (Relizane)         | 3-1    | Boulaouidet 57e |
| 13e | 3 décembre 2016   | 16 h 00 UTC+1 | 13e journée | O Médéa        | Stade du 1er-Novembre-1954 (Tizi Ouzou) | 1-0    | -               |
| 14e | 10 décembre 2016  | 16 h 00 UTC+1 | 14e journée | USM Bel Abbès  | Stade 24-Février-1956 (Sidi-Bel-Abbès)  | 2-0    | -               |
| 15e | 24 décembre 2016  | 16 h 00 UTC+1 | 15e journée | CR Belouizdad  | Stade du 1er-Novembre-1954 (Tizi Ouzou) | 1-0    | Boulaouidet 43e |

### Phase Retour
|     | Dates           | Horaires      | Journées    | Adversaires    | Lieux des rencontres                    | Scores | Buts JSK                            |
| --- | --------------- | ------------- | ----------- | -------------- | --------------------------------------- | ------ | ----------------------------------- |
| 16e | 24 mars 2017    | 16 h 00 UTC+1 | 16e journée | MC Alger       | Stade 5-Juillet-1962 (Alger)            | 1-1    | Boulaouidet 81e                     |
| 17e | 5 avril 2017    | 16 h 00 UTC+1 | 17e journée | NA Hussein Dey | Stade du 1er-Novembre-1954 (Tizi Ouzou) | 2-1    | Rial 37e, Baiteche 54e              |
| 18e | 2 février 2017  | 15 h 00 UTC+1 | 18e journée | USM El Harrach | Stade du 1er-Novembre-1954 (Alger)      | 1-0    | -                                   |
| 19e | 7 février 2017  | 16 h 00 UTC+1 | 19e journée | ES Sétif       | Stade du 1er-Novembre-1954 (Tizi Ouzou) | 1-1    | Boulaouidet 10e (pen.)              |
| 20e | 21 avril 2017   | 16 h 00 UTC+1 | 20e journée | CA Batna       | Stade Mustapha-Sefouhi (Batna)          | 1-0    | Guemroud 50e                        |
| 21e | 25 février 2017 | 16 h 00 UTC+1 | 21e journée | JS Saoura      | Stade du 1er-Novembre-1954 (Tizi Ouzou) | 0-0    | -                                   |
| 22e | 3 mars 2017     | 16 h 00 UTC+1 | 22e journée | MO Bejaia      | Stade de l'Unité Maghrébine (Béjaïa)    | 3-0    | -                                   |
| 23e | 25 avril 2017   | 18 h 00 UTC+1 | 23e journée | USM Alger      | Stade du 1er-Novembre-1954 (Tizi Ouzou) | 1-1    | Zerguine 35e                        |
| 24e | 29 avril 2017   | 17 h 00 UTC+1 | 24e journée | MC Oran        | Stade Ahmed-Zabana (Oran)               | 0-0    | -                                   |
| 25e | 6 mai 2017      | 16 h 00 UTC+1 | 25e journée | CS Constantine | Stade du 1er-Novembre-1954 (Tizi Ouzou) | 0-0    | -                                   |
| 26e | 13 mai 2017     | 16 h 00 UTC+1 | 26e journée | DRB Tadjenanet | Stade Lahoua-Smaïl (Tadjenanet)         | 1-0    | -                                   |
| 27e | 20 mai 2017     | 18 h 00 UTC+1 | 27e journée | RC Relizane    | Stade du 1er-Novembre-1954 (Tizi Ouzou) | 1-0    | Boulaouidet 11e                     |
| 28e | 7 juin 2017     | 17 h 00 UTC+1 | 28e journée | O Médéa        | Stade Imam-Lyès (Médéa)                 | 2-1    | Boulaouidet 3e, Guemroud 57e (pen.) |
| 29e | 10 juin 2017    | 17 h 00 UTC+1 | 29e journée | USM Bel Abbès  | Stade du 1er-Novembre-1954 (Tizi Ouzou) | 1-0    | Mesbahi 36e                         |
| 30e | 14 juin 2017    | 17 h 00 UTC+1 | 30e journée | CR Belouizdad  | Stade du 20-Août-1955 (Alger)           | 1-1    | Benaldjia 7e                        |

## Coupe d’Algérie

### 1/32 de finale
| Date             | Adversaire     | Lieu                                      | Score | Buteurs JSK                                                      | Rapport |
| ---------------- | -------------- | ----------------------------------------- | ----- | ---------------------------------------------------------------- | ------- |
| 25 novembre 2016 | WAB Tissemsilt | OPOW Chahid Djillali Bounaama, Tissemsilt | 5-0   | Herbache 6e (pen.), Radouani 24e, Boulaouidet 43e 55e 80e (pen.) | Rapport |

Qualification de la JSK au prochain tour.

### 1/16 de finale
| Date             | Adversaire  | Lieu                           | Score      | Buteurs JSK                    | Rapport |
| ---------------- | ----------- | ------------------------------ | ---------- | ------------------------------ | ------- |
| 17 décembre 2016 | MB Rouissat | Stade 18 février OPOW, Ouargla | 2-1 (a.p.) | Radouani 77e, Boulaouidet 100e | Rapport |

Qualification de la JSK au prochain tour.

### 1/8 de finale
| Date             | Adversaire     | Lieu                              | Score | Buteurs JSK     | Rapport |
| ---------------- | -------------- | --------------------------------- | ----- | --------------- | ------- |
| 27 décembre 2016 | NB El Fedjoudj | Stade 1 novembre 1954, Tizi Ouzou | 1-0   | Boulaouidet 84e | Rapport |

Qualification de la JSK au prochain tour.

### 1/4 de finale
| Date           | Adversaire | Lieu                        | Score                | Buteurs JSK | Rapport |
| -------------- | ---------- | --------------------------- | -------------------- | ----------- | ------- |
| 1er avril 2017 | MC Alger   | Stade 5 juillet 1962, Alger | 0-0 (3-1 aux t.a.b.) | -           | Rapport |

Élimination de la JSK par penaltys face au MC Alger.

## Coupe de la Confédération
| Match    | Tour              | Club                    | Aller | Total | Retour | Club       | Match    |
| -------- | ----------------- | ----------------------- | ----- | ----- | ------ | ---------- | -------- |
| 167 (21) | Tour préliminaire | Monrovia Club Breweries | 3-0   | 3-4   | 0-4    | JS Kabylie | 168 (22) |
| 169 (23) | Premier tour      | Étoile du Congo         | 0-1   | 0-1   | 0-0    | JS Kabylie | 170 (24) |
| 171 (25) | Deuxième tour     | TP Mazembe              | 2-0   | 2-0   | 0-0    | JS Kabylie | 172 (26) |

## Buteurs
| No.       | Nat.                 | Player              | Pos.      | L 1 | AC | CC 3 | TOTAL |
| --------- | -------------------- | ------------------- | --------- | --- | -- | ---- | ----- |
| 11        | Drapeau de l'Algérie | Mohamed Boulaouidet | FW        | 7   | 5  | 3    | 15    |
| 18        | Drapeau de l'Algérie | Billel Mebarki      | FW        | 2   | 0  | 1    | 3     |
| 2         | Drapeau de l'Algérie | Saâdi Radouani      | DF        | 0   | 2  | 0    | 2     |
| 5         | Drapeau de l'Algérie | Ali Rial            | DF        | 2   | 0  | 0    | 2     |
| 10        | Drapeau de l'Algérie | Samir Aiboud        | MF        | 2   | 0  | 0    | 2     |
| 22        | Drapeau de l'Algérie | Mohamed Guemroud    | MF        | 2   | 0  | 0    | 2     |
| 4         | Drapeau de l'Algérie | Koceila Berchiche   | DF        | 0   | 0  | 1    | 1     |
| 8         | Drapeau de l'Algérie | Houari Ferhani      | DF        | 1   | 0  | 0    | 1     |
| 15        | Drapeau de l'Algérie | Karim Baïteche      | MF        | 1   | 0  | 0    | 1     |
| 7         | Drapeau de l'Algérie | Mehdi Benaldjia     | MF        | 1   | 0  | 0    | 1     |
|           | Drapeau de l'Algérie | Bilel Herbache      | MF        | 0   | 1  | 0    | 1     |
| 52        | Drapeau de l'Algérie | Ahmed Mesbahi       | FW        | 1   | 0  | 0    | 1     |
| 6         | Drapeau de l'Algérie | Youcef Zergune      | FW        | 1   | 0  | 0    | 1     |
| Own Goals | Own Goals            | Own Goals           | Own Goals | 0   | 0  | 0    | 0     |
| Totals    | Totals               | Totals              | Totals    | 20  | 8  | 5    | 33    |